# Chupuro
Chupuro es una localidad peruana capital del distrito homónimo ubicada en la provincia de Huancayo en el departamento de Junín.

## Toponimia
El nombre Chupuro deriva de los vocablos quechuas chupu, tumor o prominencia y ulu, cerro; lo que significaría "cerro con prominencia". No en vano la localidad es llamada "Balcón y Mirador del Jatunmayo".

## Ubicación y geografía
Chupuro se encuentra ubicado en la región altitudinal Quechua (zona templada),  en el recodo donde termina el vasto valle del Mantaro, a escasos 12 km al sur de la capital provincial, Huancayo.

## Origen y creación
Chupuro también es una variedad de especial de papa que lograron producir los domesticadores agrícolas de la época por el frescor del clima. Es rodeado de un bello paisaje y tranquilidad de sus calles, lugar de mucho interés histórico y cultural, también ideal para deportes de aventura como el ciclismo, el Parapente o Ala Delta acompañado del calor hospitalario de su pobladores la convierten en fascinante destino turístico.
Por historia fue habitado y desarrollado por el Ushno Apu Willka, constituido a los 1200 años a. C. Cimiento del Ayllu Allauka, mitimaes calcarunas poblando así el Wankamayo (Huancayo), dando ardiente nacimiento al Waylarsh Wanka, danza y estilo de vida agrícola de culto ancestral.
Su historia está ligada a la historia de la gran nación Wanka. Desarrollándose al pie del Apu Wamani Chupu Ulu, campos regados por un manantial de agua cristalina así desarrollándose al sudeste del Wankamayo.
La comunidad campesina fue reconocida el 28 de agosto de 1941. Y el presidente de la República, Manuel Prado Ugarteche firmó la ley 13444 que crea el Distrito de Chupuro el 14 de octubre de 1960.

## Costumbres
FIESTA PATRONAL DEL SEÑOR DE LA CAÑA.
La celebración de la Fiesta Patronal, se realizan los días: 7, 8, 9 y 10 de agosto y es organizado por la Hermandad de Cargadores del "Señor de la Caña", Capitanía de Fiesta, Caporalias, Mayordomia, Priostes, Negros mayores de los diferentes barrios y la Municipalidad del distrito.
El Comité de Damas de la Hermandad, anualmente se encarga de la labor social, repartiendo ropitas, juguetes y una chocolatada para los niños del pueblo el día 7 por la mañana.
Además hay serenatas los días 8 y 9 por noche, con participación de orquestas y conjuntos tropicales.
Los días 8 y 9 por la mañana se celebran misas y procesiones en honor al Señor de la Caña y de la Santa Cruz. Luego salen a las plazas a danzar con Bandas de Guerra y Pincullo con Tinya, los batallones de morenos de los barrios.  También amenizan las Bandas de Músicos a las comparsas de la Capitanía, Caporalia, Mayordomia, Priostada, por las calles del pueblo.
Se expenden diferentes platos típicos de la región.
FIESTA DE LA "VIRGEN DE LAS MERCEDES".
La Fiesta se celebra en honor a la Virgen de las Mercedes anualmente,  todos los 24 de Setiembre y puede durar 2 o 3 días con sus respectivas serenatas. 
Las actividades empiezan con la celebración de misas, procesiones y danzas costumbristas de la Chonguinada y Tunantada, de las diferentes congregaciones elegantemente vestidos con disfraces multicolores y acompañados de orquestas típicas de la región.
Se expenden diversos platos típicos.
FIESTA DE LA OCTAVA DE SANTIAGO.
La Octava del Santiago, generalmente empieza una vez finalizado la Fiesta Patronal del "Señor de la Caña" a partir del 10 de agosto. Generalmente se realizan misas en honor a San Santiago,  en la Iglesia principal y en el Santuario del Señor de la Caña. Puede durar todo el mes de agosto y la 1.ª quincena del mes de setiembre. Se va incrementando en el pueblo esta costumbre del valle del mantaro y participan numerosas comparsas casi todos los días, danzando inclusive toda la noche.
La Municipaliadad organiza anualmente el concurso de Comparsas y Orquestas Típicas.
FIESTA DE CARNAVALES.
La Municipalidad Distrital de Chupuro, organiza anualmente el tradicional Concurso de Huaylarsh durante las Fiestas de Carnavales en los meses de febrero y marzo, de acuerdo al calendario establecido.
Participan las diferentes comparsas de los clubes, barrios y anexos de Chupuro y otros distritos del valle. Se otorgan premios y diplomas a los ganadores y particiantes. Dura 2 o 3 días, acompañados de los tradicionales Corta Montes y Rompe Ollas. 
Se presentan las mejores Orquestas Folklóricas del Valle. También se expender comidas típicas del valle.
- Datos: Q5768552

1. ↑  Worldpostalcodes.org, código postal n.º 12435.